# 평양 조씨
평양 조씨(平壤趙氏)는 평양시를 본관으로 하는 한국의 성씨이다.

## 역사
『조선씨족통보(朝鮮氏族統譜)』와 『동국만성보(東國萬姓譜)』에 의하면 평양 조씨(平壤趙氏) 시조 조춘(趙椿)은 고려 금자광록대부(金紫光祿大夫) 추밀원부사(樞密院副使)로 남송(南宋)에 가서 금(金)나라를 정벌하는데 큰 공을 세워 송나라 상장군(上將軍)이 되었다고 한다. 그는 평안도 상원(祥原)에 정착하여 4세손까지 내려오다가 5세손 조인규(趙仁規)의 딸이 충숙왕의 비가 되어 국구(國舅)가 되었고, 선충익재보조공신(宣忠翊戴輔祚功臣)에 책록되었고 문사시중태사(門下侍中太師)로 평양부원군(平壤府院君)에 봉해졌다. 그리하여 후손들은 충렬왕의 명에 따라 상원(祥原)에서 평양(平壤)으로 본관을 바꾸고 그를 시조로 삼아 세계를 이어오고 있다.
평양 조씨는 고려 후기 친원파에 속하여, 조인규(趙仁規)는 원나라에 유학하였다. 후손 '조일신도 친원적인 인물이지만 같은 친원파를 제거하여 권력을 독점하기도 하였다. 조인규의 증손인 조준(趙浚)이 종묘에 배향되었다.

## 본관
평양 조씨의 본관은 처음에는 상원(祥原)이었다. 상원은 고구려 때에 식달(息達)이었으나 4世 趙瑩의 부인 토산군부인(土山郡夫人)이 해를 몸 안에 품은 꿈을 꾸고 임신하여 아들(貞肅公)을 낳았기 때문에 상서(祥瑞)롭다 하여 息達을 祥原으로 이름을 변경하고 1322년(忠肅王9년) 공신(功臣) 조인규(趙仁規)의 고향을 배려하여 군(郡)으로 격을 높였다.
평양(平壤)은 427년(고구려 장수왕 15)부터 240년간 고구려의 도읍지로서 전성기를 누렸다. 668년(보장왕 27) 고구려가 멸망한 후 당(唐)의 안동도호부에 속하였다가 676년 통일신라의 변방으로 수복되었다. 919년(고려 태조 2)에는 평양성을 축조하고 대도호부(大都護府)로 정하였으며, 926년(태조 6)에 서경이라고 불렀다. 1269년(원종 10)에 서경에 동녕부(東寧府)를 두고 파령(破嶺：慈悲嶺)으로 경계를 삼았다가 1290년(충렬왕 16)에 다시 서경유수를 두었다. 1369년(공민왕 18)에 만호부(萬戶府)를 두었다가 평양부로 개칭하였다. 1413년(태종 13)에 평안도 평양부로 개편하여 관찰사가 부윤(府尹)을 겸임하였다. 1895년(고종 32) 지방제도 개정으로 23부(府)의 하나가 되었다. 1896년 전국을 13도(道)로 분할함에 따라 평안남도 도청소재지가 되었다. 1914년 군면 폐합으로 부제(府制)가 실시되었고 대동군이 평양부에서 독립되었다. 1946년 특별시로 승격되면서 평안남도와 분리되고 중구역‧동구역‧서구역‧남구역‧북구역 등 5개 구역으로 구획했으며, 1952년 평양직할시로 변경되었다.

## 항렬자
| 세(世) | 21세   | 22세   | 23세   | 24세   | 25세   | 26세   | 27세   | 28세   | 29세   | 30세   | 31세   | 32세   | 33세   | 34세   | 35세   | 36세   | 37세   | 38세   | 39세   | 40세   |
| ------ | ------ | ------ | ------ | ------ | ------ | ------ | ------ | ------ | ------ | ------ | ------ | ------ | ------ | ------ | ------ | ------ | ------ | ------ | ------ | ------ |
| 위치   | 끝     | 가운데 | 가운데 | 끝     | 가운데 | 끝     | 가운데 | 끝     | 가운데 | 끝     | 가운데 | 끝     | 가운데 | 끝     | 가운데 | 끝     | 가운데 | 끝     | 가운데 | 끝     |
| 항렬자 | 석(錫) | 존(存) | 희(羲) | 현(顯) | 재(載) | 호(鎬) | 한(漢) | 상(相) | 항(恒) | 기(基) | 용(鏞) | 순(淳) | 락(樂) | 로(魯) | 성(聖) | 용(鎔) | 창(昶) | 환(桓) | 우(愚) | 성(星) |

| 세(世) | 41세   | 42세   | 43세   | 44세   | 45세   | 46세   | 47세   | 48세   | 49세   | 50세   | 51세   | 52세   | 53세   | 54세   | 55세   | 56세   | 57세   | 58세   | 59세   | 60세   |
| ------ | ------ | ------ | ------ | ------ | ------ | ------ | ------ | ------ | ------ | ------ | ------ | ------ | ------ | ------ | ------ | ------ | ------ | ------ | ------ | ------ |
| 위치   | 가운데 | 끝     | 가운데 | 끝     | 가운데 | 끝     | 가운데 | 끝     | 가운데 | 끝     | 가운데 | 끝     | 가운데 | 끝     | 가운데 | 끝     | 가운데 | 끝     | 가운데 | 끝     |
| 항렬자 | 종(鍾) | 원(源) | 병(秉) | 헌(憲) | 철(喆) | 경(鏡) | 해(海) | 식(植) | 덕(悳) | 곤(坤) | 진(鎭) | 철(澈) | 동(東) | 훈(熏) | 용(用) | 련(鍊) | 윤(潤) | 근(根) | 형(炯) | 중(重) |

## 과거 급제자
평양 조씨는 조선시대 문과 급제자 28명을 배출하였다.
고려 문과
조견(趙狷) 조굉(趙宏) 조박(趙璞) 조서(趙瑞) 조연수(趙延壽)
조준(趙浚) 조천이(趙千𧝀) 조호(趙瑚) 조화(趙禾) 조후(趙珝)
문과
조경(趙烱) 조경진(趙景禛) 조공숙(趙公淑) 조광옥(趙光玉) 조득인(趙得仁)
조박(趙搏) 조번(趙璠) 조부(趙溥) 조성(趙䃏) 조수(趙須)
조숙종(趙叔宗) 조신호(趙信鎬) 조양문(趙揚門) 조여강(趙汝剛) 조엽(趙曄)
조운(趙橒) 조유신(趙由信) 조유신(趙由信) 조유형(趙有亨) 조인득(趙仁得)
조인후(趙仁後) 조정(趙侹) 조정규(趙廷規) 조정지(趙庭芝) 조형문(趙亨門)
조호문(趙好問) 조효원(趙孝源) 조휴(趙烋)
무과
조건(趙健) 조경(趙儆) 조경국(趙慶國) 조경록(趙景祿) 조계조(趙啓祚)
조광덕(趙光德) 조광우(趙光羽) 조광윤(趙光胤) 조근(趙瑾) 조긍석(趙兢錫)
조기(趙岐) 조단(趙摶) 조담(趙倓) 조동승(趙東升) 조동점(趙東漸)
조동제(趙東濟) 조동하(趙東夏) 조두석(趙斗錫) 조득진(趙得璡) 조륜(趙倫)
조린(趙磷) 조명(趙銘) 조명봉(趙鳴鳳) 조명우(趙明瑀) 조몽린(趙夢麟)
조문리(趙文里) 조문벽(趙文璧) 조문혁(趙門赫) 조민헌(趙民獻) 조백(趙伯)
조벌(趙橃) 조복현(趙復顯) 조부(趙裒) 조붕석(趙鵬錫) 조빈(趙儐)
조상리(趙相理) 조상희(趙尙熹) 조설(趙偰) 조세붕(趙世鵬) 조세적(趙世勣)
조수(趙) 조수(趙脩) 조순(趙淳) 조시경(趙時炅) 조시번(趙時蕃)
조시보(趙時寶) 조시일(趙時一) 조시주(趙時柱) 조시철(趙是喆) 조신걸(趙新傑)
조신영(趙新英) 조심(趙襑) 조심석(趙心錫) 조암(趙巖) 조언욱(趙彦昱)
조엄(趙儼) 조업(趙嶪) 조여징(趙汝澄) 조영(趙嶸) 조영규(趙榮奎)
조옹(趙雍) 조완(趙𡷗) 조완벽(趙完璧) 조욱(趙) 조유(趙猷)
조유항(趙由恒) 조윤벽(趙允璧) 조의두(趙義斗) 조이석(趙彝錫) 조익(趙翼)
조장벽(趙長璧) 조재옥(趙載玉) 조정린(趙廷藺) 조정환(趙廷煥) 조제억(趙齊億)
조존명(趙存命) 조존식(趙存植) 조존정(趙存鼎) 조존중(趙存中) 조종전(趙宗傳)
조주임(趙注任) 조준석(趙俊錫) 조중린(趙重藺) 조집(趙㠎) 조참(趙傪)
조충(趙冲) 조충선(趙忠善) 조침(趙沈) 조태생(趙太生) 조태세(趙泰世)
조태제(趙泰濟) 조태제(趙泰濟) 조태희(趙泰禧) 조평(趙評) 조효달(趙孝達)
조효달(趙孝達) 조효성(趙孝誠) 조후담(趙後聃) 조희맹(趙希孟) 조희석(趙熙錫)
조희원(趙羲元) 조희춘(趙羲春)
생원시
조감(趙鑑) 조강(趙鋼) 조경(趙烱) 조경진(趙景禛) 조공빈(趙孔賓)
조공숙(趙公淑) 조광린(趙光璘) 조광현(趙光顯) 조덕립(趙德立) 조명엽(趙命燁)
조방징(趙邦徵) 조석기(趙錫夔) 조석조(趙錫祚) 조수산(趙壽山) 조신묵(趙愼默)
조양문(趙揚門) 조염(趙棪) 조엽(趙曄) 조욱(趙昱) 조운(趙橒)
조운숙(趙雲驌) 조육(趙錥) 조응기(趙應箕) 조익조(趙翊祚) 조인빈(趙仁賓)
조인후(趙仁後) 조정란(趙庭蘭) 조제인(趙濟仁) 조존영(趙存榮) 조존화(趙存華)
조진수(趙鎭洙) 조천(趙蕆) 조춘호(趙春鎬) 조충제(趙忠濟) 조태동(趙泰東)
조형문(趙亨門) 조호문(趙好問) 조휴(趙烋) 조희변(趙希抃)
진사시
조강문(趙康門) 조계(趙桂) 조공석(趙公奭) 조공익(趙公益) 조광옥(趙光玉)
조기석(趙箕錫) 조기현(趙璣顯) 조동부(趙東孚) 조동채(趙東采) 조동태(趙東泰)
조명숙(趙明潚) 조명호(趙明鎬) 조문벽(趙文璧) 조부(趙溥) 조상남(趙尙南)
조석구(趙碩耉) 조성(趙晟) 조세보(趙世輔) 조승묵(趙承默) 조승정(趙升廷)
조시간(趙時簡) 조시창(趙時昌) 조양문(趙揚門) 조양침(趙懹琛) 조연경(趙衍慶)
조욱(趙昱) 조운(趙橒) 조윤(趙玧) 조윤성(趙允成) 조익상(趙翊相)
조인생(趙麟生) 조정(趙珽) 조정규(趙廷規) 조정시(趙挺時) 조정지(趙庭芝)
조준(趙寯) 조탁(趙鐸) 조항(趙沆) 조해(趙楷) 조호(趙浩)
조호문(趙好問) 조효원(趙孝源) 조희선(趙羲先)
역과
조광벽(趙光璧) 조기변(趙箕抃) 조기정(趙箕鼎) 조동립(趙東立) 조득형(趙得珩)
조명선(趙明善) 조명순(趙明洵) 조명회(趙明會) 조상직(趙尙稷) 조성운(趙成運)
조시우(趙是愚) 조시형(趙是亨) 조식립(趙植立) 조애립(趙愛立) 조양운(趙養運)
조영립(趙英立) 조원립(趙爰立) 조의규(趙宜奎) 조인기(趙寅基) 조정규(趙禎奎)
조정로(趙廷老) 조정운(趙鼎運) 조탁립(趙卓立) 조태윤(趙泰潤) 조택화(趙宅和)
조필주(趙弼周) 조한용(趙漢容) 조항렬(趙恒烈) 조항풍(趙恒豊) 조항필(趙恒弼)
조헌기(趙憲基) 조흥구(趙興球)
율과
조경운(趙景雲) 조득연(趙得淵) 조유화(趙有和)
음양과
조상순(趙相順) 조영세(趙榮世)
의과
조경기(趙慶基) 조경섭(趙景燮) 조구정(趙龜鼎) 조송기(趙宋基) 조안주(趙安周)
조영규(趙煐奎) 조제언(趙濟彦) 조존벽(趙存璧) 조항벽(趙恒璧) 조현기(趙顯基)
조흥우(趙興瑀) 조흥진(趙興晉)

## 고려 왕실과의 인척관계
- 충선왕비 조비

## 조선 왕실과의 인척관계
- 회안대군(태조의 사남)사위 조신언
- 선성군(정종의 서자)사위 조충로
- 익녕군(태종의 서자)정비 군부인 평양 조씨
- 익현군(태종의 서자)정비 김제군부인 평양 조씨
- 봉안군(성종의 서자)정비 의춘군부인 평양 조씨
- 은전군(정조의 이복동생)정비 군부인 평양 조씨
- 경정공주(태종의 차녀)부마 조대림
- 상원옹주(정종의 서녀)부마 조효산

## 인구
- 2000년 41,047명
- 2015년 50,480명